# Юнне
Юнне (нід. Junne) — селище в нідерландській провінції Оверейсел. Входить до муніципалітету Оммен.
Його площа становить 11,26 км², а населення станом на 2021 рік складало 85 осіб.

## Галерея

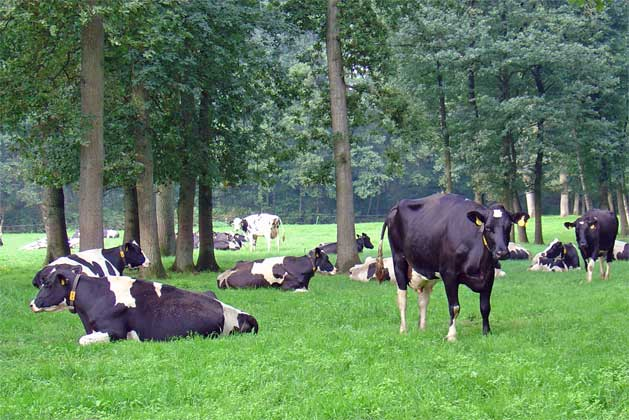
Пасовище біля Юнне